# Guamaní
Guamaní ist ein Stadtteil von Quito und eine Parroquia urbana in der Verwaltungszone Quitumbe im Kanton Quito der ecuadorianischen Provinz Pichincha. Die Fläche beträgt etwa 22 km².

## Bevölkerungsentwicklung
Beim Zensus im Jahr 2010 lag die Einwohnerzahl bei 68.417. Für das Jahr 2019 wurde eine Einwohnerzahl von 84.328 prognostiziert.

## Lage
Die Parroquia Guamaní liegt im äußersten Südwesten von Quito 14 km südsüdwestlich vom Stadtzentrum auf einer Höhe von etwa 3150 m. Die Avenida Pedro Vicente Maldonado begrenzt das Areal im Osten. Im Westen reicht das Verwaltungsgebiet bis zum 4455 m hohen Atacazo.
Die Parroquia Guamaní grenzt im äußersten Westen an die Parroquia rural Lloa, im Nordwesten an die Parroquia La Ecuatoriana, im Nordosten an die Parroquia Quitumbe, im Osten an die Parroquia Turubamba sowie im Süden an die Parroquia Cutuglagua (Kanton Mejía).

## Barrios
In der Parroquia Guamaní gibt es folgende Barrios:
- Ciudadela del Ejército Etapa 2
- El Rocío
- Guamaní Alto
- José Peralta
- La Perla
- La Trinidad
- La Victoria
- Nueva Aurora
- Paquisha
- San Fernando
- San Vicente de Cornejo
- Santospamba
- Turumbamba de Monjas

## Infrastruktur
In der Parroquia gibt es folgende Parkanlagen: Parque tematico „María Clara“, Parque Nueva Aurora, Parque Infantil und Parque La Añoranza.